# Séno-Tépadjé
Ne doit pas être confondu avec Séno-Bani.
Séno-Tépadjé est une localité située dans le département de Djibo de la province du Soum dans la région Sahel au Burkina Faso.

## Histoire
Séno-Tépadjé est érigé en village indépendant administrativement de Fétonada en 2006.

## Santé et éducation
Le centre de soins le plus proche de Séno-Tépadjé est le centre médical avec antenne chirurgicale (CMA) de Djibo.
Le village possède un centre d'alphabétisation.